# Ракетний катер «Веспа»
Ракетний катер типу «Веспа» (шифр «Веспа») — тип ракетних катерів, спроєктований заводом «Кузня на Рибальському» на основі проєкту швидкохідних ракетних катерів типу «Лань» від ДПЦК. Призначений для патрулювання, здійснення конвоювання та в разі потреби знищення бойових кораблів, транспортів і десантних засобів противника як самостійно, так і у взаємодії з ударними силами флоту. Головний конструктор — Сергій Білозубенко.
З невеликими змінами запланований до будівництва для ВМС України під шифром «Лань».
Станом на початок 2019 року корпус головного катера ще не закладений, виробництво готується, закуповуються комплектуючі. Перший катер повинен з'явитися в 2020 році і бути прийнятим на озброєння в 2021.
За словами представника ВМСУ, запуск у серійне виробництво ракетного катера у 2021 р. «є обґрунтованою та нормальною перспективою» переоснащення ВМСУ. Головним аргументом є розробка під такий катер ДККБ «Луч» вітчизняних крилатих ракет «Нептун».

## Історія
На ІІІ міжнародній виставці оборонної промисловості ADEX-2018 у Баку завод «Кузня на Рибальському» презентував проєкт нового швидкохідного ракетного катеру «Веспа».

## Тактико технічні характеристики
Озброєння:
- Протикорабельні ракети: 8 × ПКР «Нептун» (Укр)
- ЗРК: Арбалет-К (Укр)
- Переносний ЗРК: 16 × «Ігла»
- Артилерійська установка: 76-мм АК-176
- Артилерійська установка: 2 × АК-630М
- Кулемети: 2 × 12,7-мм
- Радар: Morena Delta-3D
- Система керування вогнем: Protazan-K, Spys-K